# Richard Laurence Marquette
Richard Laurence Marquette, noto anche come Dick Marquette, (Portland, 12 dicembre 1934), è un serial killer statunitense.
Ha ucciso tre donne, prosciugato il loro sangue, mutilato e smembrato i loro corpi e disperso i loro resti. Fu la prima persona in assoluto ad essere aggiunta come undicesimo nome nell'elenco dei dieci principali ricercati dall'FBI, in connessione con l'omicidio del 1961 di Joan Caudle a Portland È incarcerato presso il penitenziario statale dell'Oregon dal giugno 1975.

## Biografia
Richard Laurence (Lawrence) Marquette è nato il 12 dicembre 1934 a Portland.

## Omicidi

### Joan Caudle
L'8 giugno 1961, la polizia di Portland ricevette una telefonata da una casalinga locale il cui cane aveva riportato a casa un piede umano in un sacchetto di carta. Mentre gli investigatori erano a casa della donna a indagare, il cane tornò di nuovo, questa volta con una mano. L'area fu quindi oggetto di una ricerca approfondita che portò alla luce molte altre parti del corpo, tutte fresche e dissanguate, non c'era stato alcun tentativo di seppellirle. Il piede apparteneva sicuramente a una donna e aveva uno smalto rosso brillante sulle dita, leggermente affette da sindattilia. Un'autopsia sui resti rilevò che le vene e le arterie erano completamente prosciugate di sangue e che il tutto era stato fatto poco dopo la morte, escludendo la possibilità che si trattasse di un cadavere sepolto che qualcuno aveva disseppellito.
La polizia analizzò le denunce di persone scomparse e indagò inizialmente su quella di un'adolescente in fuga che viveva con sua zia. La zia disse che la nipote non era affetta da sindattilia, né aveva l'abitudine di indossare lo smalto per unghie. Inoltre, le sue scarpe erano troppo piccole per adattarsi al piede della donna morta.
Il rapporto successivo riguardava Joan Caudle, una casalinga di Portland di 23 anni e madre di due bambini la cui scomparsa era stata denunciata dal marito. Il signor Caudle era il sospettato principale, quindi gli investigatori lo interrogarono attentamente. Raccontò di essere stato in giro a comprare regali per la festa del papà quando la moglie era sparita. Sebbene suo marito affermasse che non era una bevitrice abituale, negli ultimi tempi era depressa perché sua madre era gravemente ammalata e quindi era del tutto plausibile che si fosse fermata in un bar.
Chiesero se fosse possibile che sua moglie stesse frequentando un altro uomo, ma lui disse che non poteva avere tempo per quello dovendo prendersi cura di due bambini piccoli, né era il tipo che avrebbe fatto una cosa del genere. Quando al marito di Caudle fu chiesto se fosse affetta da sindattilia, dichiarò di non aver mai prestato tanta attenzione ai suoi piedi e non poteva dirlo. Aggiunse che non guidava un'auto e avrebbe usato un autobus o un taxi per viaggiare in città. Un esame delle scarpe nell'armadio di Caudle rilevò che erano della misura corretta per il piede trovato.
La polizia trovò quindi un testimone, una donna del posto che era una bevitrice abituale e che aveva subìto una serie di arresti per ubriachezza e disordini pubblici. Raccontò che era stata in un bar la sera del 7 giugno e aveva incontrato un uomo che le aveva detto di chiamarsi Marquette. Secondo il suo racconto, i due stavano andando d'accordo quando un'altra donna le si era avvicinata, catturando l'attenzione di Marquette. Dopo che la polizia le mostrò una fotografia di Joan Caudle, la donna dichiarò  che era decisamente la stessa persona del bar, aggiungendo che era stata fortunata a non essere stata lei a tornare a casa con Marquette.
La polizia trovò la sua residenza, una minuscola casa che somigliava a una baracca, ma dentro non c'era nessuno. Trovarono quindi parti di corpo umano tagliate a pezzi e avvolte in carta di giornale all'interno del suo frigorifero. All'interno c'era anche biancheria sporca di sangue. L'unica parte che mancava era la testa.
Fu emesso un mandato di cattura e iniziò una caccia all'uomo. Il governatore dell'Oregon Mark Hatfield definì il crimine "il più atroce nella storia dell'Oregon" e chiese aiuto all'FBI, l'agenzia fece quindi una mossa insolita, aggiungendo per la prima volta nella sua storia un undicesimo nome alla lista dei 10 ricercati più importanti. La tattica funzionò; Marquette venne arrestato in California il giorno dopo essere stato aggiunto alla lista. Non oppose resistenza e sembrò quasi sollevato dal suo arresto. Con un controllo dei precedenti si scoprì che aveva subìto due precedenti arresti, nel giugno 1956 per tentato stupro, e nell'agosto 1957 quando aveva rapinato una stazione di servizio di Portland e aveva trascorso un anno in prigione.
Marquette affermò che era in un bar quando aveva visto la Caudle accompagnata da un altro uomo, ma lei lo aveva riconosciuto dalla scuola elementare e gli si era avvicinata. Avevano bevuto qualche drink, andando in molti altri bar, secondo il suo racconto, e poi erano tornati a casa sua dove lei si era ubriacata accettando di fare sesso. Quando gli investigatori chiesero cosa fosse successo dopo, Marquette dichiarò che i due avevano fatto sesso, poi avevano avuto una discussione al termine della quale Marquette aveva soffocato la Caudle. Poiché non aveva un veicolo per disfarsi del corpo, aveva portato il cadavere nella doccia dove lo aveva fatto a pezzi.
Da tutto ciò che gli investigatori scoprirono sulla Caudle, la storia di Marquette sembrava piuttosto incredibile, ma era l'unico testimone vivente del crimine. L'accusa chiese che venisse incriminato per stupro poiché non credevano che i due avessero avuto un rapporto consensuale. Quando gli fu chiesto che fine avesse fatto la testa di Joan Caudle, Marquette portò la polizia sulla riva di un fiume vicino a Oaks Park a Portland, dove fu pescata in mezzo a del legno marcio lungo il bordo del fiume. Venne dichiarato colpevole di omicidio di primo grado, ma la giuria chiese clemenza. Marquette fu quindi condannato all'ergastolo. Dopo una condanna a 11 anni durante i quali fu descritto come "un prigioniero modello", ricevette la libertà condizionale ed uscì di prigione nel 1973.

### Betty Wilson
Nell'aprile 1975, un pescatore scoprì resti umani mutilati che galleggiavano in un pantano poco profondo nella contea di Marion, in Oregon. Ancora una volta, il cadavere era stato dissanguato, mutilato selvaggiamente e smembrato prima di essere scaricato senza il minimo sforzo di occultamento. Tutte le parti principali della vittima vennero ritrovate e recuperate tranne i genitali, che mancavano e non vennero mai rinvenuti. Gli investigatori determinarono che i resti erano quelli della 37enne Betty Wilson, nativa del Nord Carolina, che aveva condotto una vita in povertà e aveva 11 bambini, essendosi sposata a 16 anni.
La donna aveva vissuto per un periodo in uno scuolabus abbandonato ai margini della discarica della città senza elettricità o acqua corrente, e lei diceva spesso che suo marito era violento. Con tutti i suoi figli in affidamento, la Wilson un giorno si era nascosta nel bagagliaio dell'auto di sua sorella per iniziare una nuova vita lontano dal North Carolina e aveva vissuto con lei a Salem. L'ultima volta era stata vista viva in un nightclub affollato. Il marito della Wilson fu il primo sospettato, ma fu subito verificato che all'epoca lavorava nella Carolina del Nord e non poteva essere responsabile di un omicidio accaduto dall'altra parte del paese.
Marquette divenne così il principale sospettato. Gli investigatori iniziarono un appostamento vicino alla sua abitazione ed ottennero un mandato di perquisizione . Cercarono sia all'interno che all'esterno della casa mobile in cui viveva Marquette e scoprirono piccole ma schiaccianti prove che lo legavano all'omicidio di Betty Wilson. Cinquantacinque ore dopo il ritrovamento dei primi resti, Marquette venne nuovamente arrestato per omicidio. Date le schiaccianti prove e le somiglianze con l'omicidio della Caudle, Marquette si dichiarò colpevole per l'omicidio di Betty Wilson.
La sua storia era simile a quella precedente: aveva riportato la Wilson a casa sua e lei, dopo aver inizialmente accettato di fare sesso, si era poi rifiutata, motivo per cui lui l'aveva strangolata e fatta a pezzi. Nonostante la precisione quasi chirurgica con cui smembrò le sue vittime, Marquette dichiarò di non essere un cacciatore, né di avere alcuna formazione formale come macellaio. In occasione del primo omicidio, aveva affermato di aver fatto a pezzi Joan Caudle perché non aveva un'auto per smaltire il suo corpo; questa volta, invece, possedeva un pick-up più che adeguato, ma decise comunque di smembrare Betty Wilson.
Sebbene Marquette non l'avrebbe mai detto, gli investigatori stabilirono chiaramente che fare a pezzi le sue vittime era la sua ossessione. Venne condannato a maggio all'ergastolo senza possibilità di libertà condizionale. Gli psichiatri criminali che lavoravano con Marquette giunsero alla conclusione che era un individuo perfettamente normale e socialmente senza problemi a meno che le donne non lo rifiutassero. Lo stigma del rifiuto, hanno concluso, ha scatenato una rabbia omicida. È stato incarcerato, ed è da allora richiuso, presso il penitenziario statale dell'Oregon dal giugno 1975.

### Jane Doe
Oltre a quello di Betty Wilson, Marquette ha anche confessato un altro omicidio nello stesso stile nel 1974. Aveva caricato in auto una donna in un bar, convincendola ad andare a casa sua e soffocandola, per poi mutilarne e smembrarne il cadavere. Marquette condusse gli investigatori a due tombe poco profonde dove aveva smaltito la maggior parte dei resti, ma la testa non fu mai localizzata e poiché i resti erano per lo più scheletrici, non fu possibile identificare la donna. Marquette disse di non conoscere il suo nome e, non avendone più sentito parlare, di aver pensato che non mancasse a nessuno. La sua identità rimane ad oggi sconosciuta.